# Fraser-Canyon-Krieg
Der Fraser-Canyon-Krieg (englisch: Fraser Canyon War, Canyon War oder Fraser River War) war eine bewaffnete Auseinandersetzung im Zuge des Fraser-Canyon-Goldrauschs zwischen Goldwäschern und den Indianern vom Stamme der Nlaka'pamux, die im Herbst 1858 in der gerade errichteten Kolonie British Columbia stattfand. Den Ureinwohnern standen sechs hastig aufgestellte irreguläre Regimenter gegenüber, die sich aus Prospektoren von den Goldfeldern um Yale rekrutierten. Reguläre britische Truppen waren nicht beteiligt, sondern erreichten den Schauplatz erst nach Ende der Auseinandersetzungen.

## Hintergrund
Hintergrund des Konflikts war, dass die zehntausenden Prospektoren das bisher bestehende Gleichgewicht zwischen den Pelzhändlern der Hudson’s Bay Company und den Indianern in der Region zerstörten. Auslöser war die angeblich durch französische Goldwäscher begangene Vergewaltigung einer jungen Indianerin. Einige Krieger suchten dafür Vergeltung. Die Leichname der Täter wurden in der Gegend von Kanaka Bar enthauptet und in den Fraser River geworfen. Sie trieben bis nahe Yale, wo sie schließlich in einem großen Strudel kreisten. Da der kriegerische Ruf der Nlaka'pamux bekannt war, alarmierten die im Fluss treibenden Leichen auf ihrem Weg flussabwärts die Goldsucher an den Ufern. Tausende flohen daraufhin nach Süden in die relative Sicherheit des Handelszentrums Yale und Spuzzums.

## Amerikanische Regimenter
Die Bergarbeiter kamen aus vielen verschiedenen Ländern und waren größtenteils bereits beim kalifornischen Goldrausch dabei gewesen. Eines der sechs Regimenter, die schnell zusammengestellt wurden, die „Austrian Company“, angeführt von John Centras, setzte sich aus französischen und deutschen Söldnern zusammen, die unter William Walker 1853 in Nicaragua gekämpft hatten und danach zu den Goldfeldern Kaliforniens gezogen waren, als die Nachricht vom Fraser-Goldrausch in San Francisco eintraf. Auch viele Amerikaner bei den Goldfeldern hatten unter Walker gedient.
Ein anderes Regiment, die „Whatcom Company“ unter dem Kommando von Captain Graham, bestand zum größten Teil aus Südstaatlern, die einen Auslöschungskrieg wollten. Der Name dieses Regiments leitete sich vom Whatcom Trail her, der das heutige Whatcom County durchquerte.
Die größte und einflussreichste Kompanie, die in der chaotischen Situation gebildet wurde, waren die „New York Pike Guards“, geführt von Captain Snyder, der die Versammlung der Goldsucher für einen Befriedungskrieg gewann, statt für einen Auslöschungskrieg. Snyder wollte, dass ein Unterschied zwischen den kriegerischen und den friedfertigen Indianern gemacht werde, und dass Boten in den Canyon geschickt werden sollten, um den freundlich gesinnten Indianern eine weiße Flagge als Zeichen des Friedens zu überbringen.

## Kriegsverlauf
Die Gruppen verließen Yale (Puchí:l) und zogen nach Spuzzum (der Grenze der Stammesgebiete der Tait (Tiyt) bzw. Upper Sto:lo und der Lower Nlaka'pamux bzw. „Lower Thompson (River) Salish“), wo die Kompanien 3000 Bergarbeiter antrafen, die auf einem Gebiet nahe der Rancherie lagerten und sich zwar um ihre Sicherheit sorgten, aber nicht weiter nach Süden ziehen konnten. Die Kompanien Snyders und Centras überquerten den Fluss, um auf die östliche Seite zu gelangen, an einer der wenigen Stellen, die eine Möglichkeit zur Überquerung boten. Snyder schickte Grahams Regiment die Westseite des Flusses hinauf.
Die New York und die Austrian Company trafen bei ihrem Marsch nach Norden auf keinerlei Widerstand und sendeten Nachrichten nach Camchin bzw. Kumsheen (Nlaka'pamuctsin: „Ort, wo die Flüsse ineinander fließen“, dem heutigen Lytton), der alten Nlaka'pamux-„Hauptstadt“ an der Mündung des Thompson Rivers in den Fraser River, um Friedensfühler auszustrecken. Indessen randalierten Graham und seine Männer am Westufer des Canyons und zerstörten Nahrungslager und Kartoffelfelder der Ureinwohner, stießen aber nur auf ein wenige Indianer. Die meisten hatten sich in die Nebentäler zurückgezogen.
Die Whatcom Company wurde Opfer eines tragischen Irrtums. Dieser wurde von den Männern am gegenüberliegenden Ufer des Flusses beobachtet. Allerdings war der Auslöser dafür nicht ein Angriff von Indianern, sondern ein Gewehr, das fehlzündete. Nur ein oder zwei Männer überlebten die Nacht, die meisten erschossen sich im Dunkeln gegenseitig.
In „Camchin/Kumsheen“ hatten sich die Führer der Nlaka'pamux, der verbündeten Secwepemc und der Okanagan versammelt. Der Kriegsführer der Nlaka'pamux versuchte, die versammelten Krieger zu überzeugen, die weißen Männer ein für alle Mal auszulöschen, aber der Camchin-Häuptling Cxpentlum, der auch als Spintlum oder David Spintlum bekannt war, plädierte für Frieden und Zusammenleben, weil er gute Beziehungen zu James Douglas hatte.
Snyder und Centras schritten unerschrocken in die Mitte der Nlaka'pamux-Kriegsversammlung, allerdings wussten sie dabei nicht, dass tausende Krieger sie von den umliegenden Felsen beobachteten. Wie es indianisches Recht war, erhielten sie Rederecht – wahrscheinlich verständigten sie sich über Dolmetscher – und erklärten der Versammlung, dass, wenn der Krieg weiterginge, tausende Weiße kämen, das Land in Anspruch nähmen und die Ureinwohner für immer vertrieben. Das habe sie dazu bewegt, Frieden zu schließen. In ihren Notizen vermuteten sie, dass dies so kam, weil sie den Indianern ihre modernen Gewehre zeigten, da die meisten von ihnen, wenn sie überhaupt Schusswaffen hatten, nur Musketen oder Karabiner besaßen. In Wirklichkeit war der Entschluss zum Frieden schon gefallen, aber es ist glaubhaft, dass die Möglichkeit, dass die Weißen alle Indianer auslöschten, dazu beitrug, die anderen Führer auf die Seite Cxpentlums zu bringen.
An diesem Tag wurden sechs später als „Snyder-Verträge“ bekannt gewordene Abkommen unterzeichnet, die das Zusammenleben im Canyon und die Arbeit an den Goldfeldern regelten. Von keinem dieser Verträge ist jedoch der Inhalt auch nur mündlich überliefert.

## Folgen
Es existieren keine belegten Angaben vom Ende des Fraser-Canyon-Krieges. Schätzungen über die getöteten Weißen bewegen sich zwischen mehreren Dutzend und mehreren Hunderten oder gehen gar in die Tausende.
Nachdem die Gegner nach Yale zurückgekommen waren, kamen James Douglas und ein Aufgebot von Royal Engineers. Douglas war bereits durch die ohne seine Zustimmung und außerhalb der Grenzen des britischen Rechts erfolgte Einführung von Bergarbeiter-Gremien und des „kalifornische Claim-Systems“ provoziert worden. Aber noch gefährlicher für die Stabilität der britischen Herrschaft war es, dass Snyder und Centras ohne Vollmacht Staatsverträge abgeschlossen hatten. Er ermahnte die Amerikaner, aber diese beschwichtigten ihn und schworen, künftig das Gesetz der Königin einzuhalten.
Während dieses Besuchs wurden die Voraussetzungen für einen weiteren, als McGowans Krieg bezeichneten Konflikt geschaffen, weil während dieses Besuches die Gerichte von Yale und Hill’s Bar (Whannel und Perrier) von Douglas besetzt wurden, der deren wahren Charakter nicht erkannte und die Konsequenzen für die Lokalpolitik daher nicht abschätzen konnte. Einer der Begleiter von Douglas war Ned McGowan, der im folgenden Winter die Auseinandersetzung auslöste.